# Zelota bryanti
Zelota bryanti là một loài bọ cánh cứng trong họ Cerambycidae.